# 亨利·迪尔伯恩
亨利·迪尔伯恩（Henry Dearborn，1751年2月23日—1829年6月6日），美国医师、政治人物、美國陸軍退役少將，美国民主-共和党黨员，曾任美国众议院议员（1793年-1797年）和美国战争部长（1801年-1809年）。
1803年建造於芝加哥的迪爾伯恩要塞即以其為命名。